# The Best of What's Around Vol. 1
The Best of What’s Around Vol. 1, también conocido simplemente como TBOWA Vol. 1, es una álbum recopilatorio de grandes éxitos del grupo de rock estadounidense Dave Matthews Band (DMB), lanzado el 7 de noviembre de 2006 por RCA Records. El set de dos discos compactos es el primer y, hasta 2014, el único álbum recopilatorio de éxitos del grupo con pistas de estudio. El álbum cuenta con doce canciones de estudio en el primer disco, y ocho canciones en vivo que no habían sido lanzadas anteriormente en el segundo disco.

## Antecedentes
En julio de 2006 se le envió un correo electrónico a todos los miembros de la lista de envíos de Dave Matthews Band, informando a los fanes de que se lanzaría un disco recopilatorio en septiembre, y se les pidió que elijan diez de sus canciones favoritas en vivo (y los conciertos específicos). Las diez canciones en vivo más populares tenían que haber estado incluidas en el segundo disco de la compilación; sin embargo, solo ocho pistas fueron incluidas en el disco dos. El grupo también indicó en el correo enviado que la razón por este lanzamiento era debido a obligaciones contractuales y no por decisión propia de la banda. Debido a la creciente popularidad del último lanzamiento en vivo del grupo, Live Trax Vol. 6, la fecha del lanzamiento de la compilación fue retrasada para el 7 de noviembre de 2006. Dentro de la caja del CD de Live Trax Vol. 6 había una publicidad para The Best of What’s Around Vol. 1, en la que decía, incorrectamente, que  «Where Are You Going» estaría entre las canciones de estudio en el disco uno, y que el álbum sería lanzado el 6 de noviembre, no el 7. Sony BMG Music Entertainment publicó información adelantada del álbum, también indicando en forma incorrecta que incluiría una versión en directo de «The Dreaming Tree».

## Portada
La portada del álbum, diseñada para verse como una entrada a un concierto, incluye varias referencias ocultas:
- 1241998 — una referencia al 4 de diciembre de 1998, la fecha en la que el Warehouse Fan Association comenzó (el club de fanes oficial).
- Saturday, April 20, 1991 — en español, sábado, 20 de abril de 1991. La fecha del primer concierto en vivo del grupo, el cual tuvo lugar durante el festival del Día de la Tierra en Charlottesville, Virginia.
- Section 34, Row 36, Seat 41 — en español, Sección 34, Fila 36, Asiento 41. Hace referencia a las tres canciones del grupo que tienen títulos de números:
  - "#34» (de Under the Table and Dreaming)
  - "#36» (de Live at Red Rocks, Listener Supported, y Live Trax Vol. 12)
  - "#41» (de Crash)
- el código de barras impreso en el tíquet es el código UPC del álbum.

## Recepción
The Best of What's Around, Vol. 1 vendió 65.000 unidades en su primera semana, alcanzando el puesto #10 en el Billboard 200. Fue certificado Oro el 1 de febrero de 2007.

## Lista de canciones

### Disco uno
1. "The Best of What's Around» - 4:16
2. "What Would You Say» - 3:42
3. "Crash into Me» - 5:16
4. "Too Much» - 4:21
5. "Rapunzel" - 6:00
6. "Crush» - 8:09
7. "So Right» - 4:40
8. "The Space Between» - 4:03
9. "Grey Street» - 5:07
10. "Grace Is Gone» - 4:38
11. "Hunger for the Great Light» - 4:21
12. "American Baby» - 4:35

### Disco dos
Todas las canciones cuentan con la participación de Butch Taylor.
1. "Don't Drink the Water» - 6:31 (En vivo 16/07/05, Sound Advice Amphitheatre, West Palm Beach, Florida)
2. "Warehouse» - 10:57 (En vivo 02/07/06, Alpine Valley Music Theater, East Troy, Wisconsin) con Rashawn Ross
3. "Say Goodbye» - 9:26 (En vivo 05/07/00, Comerica Park, Detroit, Míchigan) (Listada incorrectamente a la fecha 25/07/00)
4. "Stay (Wasting Time)» - 6:23 (En vivo19/07/03, Verizon Wireless Amphitheater, Selma, Texas)
5. "Everyday» - 10:27 (En vivo 17/06/06, Saratoga Performing Arts Center, Saratoga Springs, Nueva York) con Vusi Mahlasela y Rashawn Ross
6. "Louisiana Bayou» - 7:24 (En vivo 26/06/05, Nissan Pavilion, Bristow, Virginia) (Listada incorrectamente a la fecha 02/09/05) con Robert Randolph
7. "Ants Marching» - 7:36 (En vivo 26/03/05, State Theatre, Sídney, Nueva Gales del Sur, Australia)
8. "Two Step» - 9:50 (En vivo 11/06/01, Giants Stadium, East Rutherford, Nueva Jersey)

### CD Encore
Un disco extra fue incluido en forma gratuita para aquellos que hicieron el pedido por adelantado del álbum en línea. Luego del lanzamiento del álbum, este disco estuvo disponible para la compra por un precio adicional.
1. "Minarets» - 8:29 (En vivo 31/8/95, Great Woods, Mansfield, Massachusetts)
2. "#41» - 32:10 (En vivo 20/04/02, Corel Centre, Ottawa, Ontario, Canadá) con Butch Taylor y Béla Fleck and the Flecktones
3. "What You Are» - 9:08 (En vivo 16/06/06, Saratoga Performing Arts Center, Saratoga Springs, Nueva York) con Butch Taylor y Rashawn Ross
4. "The Last Stop» - 10:33 (En vivo 20/06/03, Darien Lake Performing Arts Center, Darien, Nueva York) con Butch Taylor

«What You Are» y «The Last Stop» del CD Encore figuran como pistas extra en el lanzamiento en el iTunes Store de The Best of What's Around Vol. 1.